# 단거리 달리기

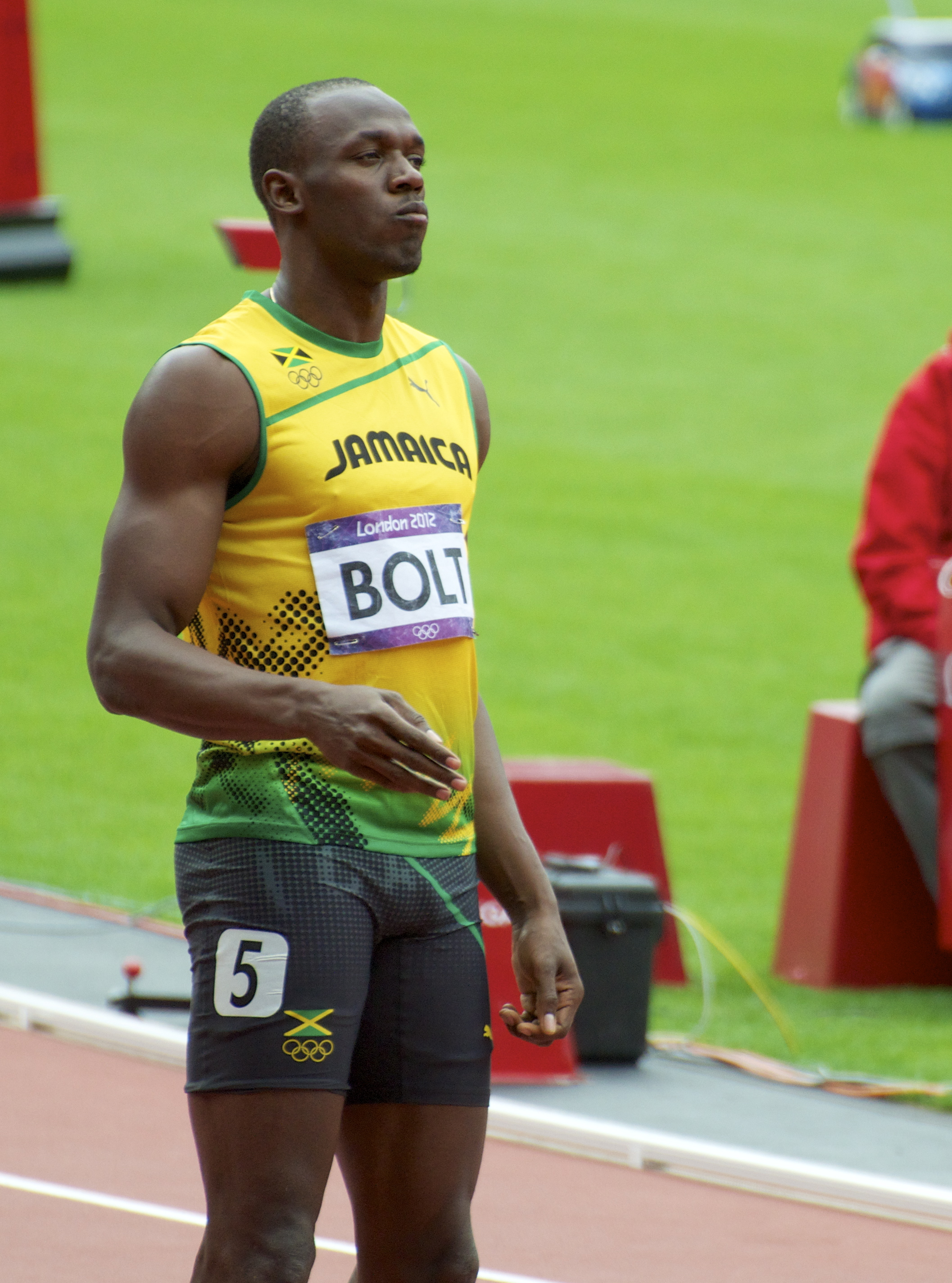
대표적인 단거리 달리기 선수인 자메이카의 우사인 볼트, 2012년 런던 올림픽

단거리 달리기(短距離 달리기) 또는 스프린트는 육상 경기의 분야이다. 올림픽에서는 남녀 모두 100m·200m·400m 종목이 있다. 짧은 거리를 전속력으로 단숨에 달리는 경기로서 아주 짧은 시간에 최고 속력을 최대한으로 발휘하다가 골인하는 경기이므로, 다리의 강한 근력·순발력·민첩성·근지구력 등이 요구된다. 단거리 달리기에서는 스트라이드(달리는 보폭)를 넓게 하고, 피치(발을 번갈아 움직이는 것)를 빠르게 할수록 유리하다. 한쪽 발로는 최대한 뒤쪽을 딛고 몸을 앞으로 전진시킬 때, 다른 한쪽 다리를 올리는 식으로 달려야 한다. 상체는 앞으로 기울이고, 팔은 직각으로 구부려 앞뒤로 힘차게 움직인다. 스타트, 스타트 대시, 전력 달리기, 피니시 등을 단계적으로 조화시켜야만 좋은 기록이 나온다.

## 달리는 법

### 스타트
단거리 달리기의 기록을 단축시키기 위한 매우 중요한 기술로서, 스타트가 좋고 나쁨에 따라 승부가 결정된다고 할 수 있다. 스타트 방법에는 선 채로 하는 스탠딩 스타트와, 양손을 어깨 너비로 벌려 손가락 끝으로 땅을 약간 짚고, 양다리는 앞뒤로 벌려 한쪽 무릎은 땅에 대고 다른 쪽 무릎은 약간 들어 허리를 굽힌 채 양발로 땅이나 스타팅 블록을 박차면서 뛰어나가는 크라우칭 스타트가 있다.

### 스타트 대시
일단 스타트하여 전력으로 달리기 전까지 달리는 기술이다. 스타트를 한 다음 차츰 걸음의 속도를 빠르게 하다가 골인을 15-20m 앞둔 지점에서 전력 달리기에 들어간다.

### 피니시
달리는 폼 그대로 골인하는 러닝 피니시법, 가슴을 앞으로 내미는 런지 피니시법, 어깨를 틀면서 들어가는 슈러그 피니시법 등이 있다. 초보자들의 경우에는 대체로 러닝 피니시를 많이 쓰는 편이다.

## 같이 보기
- 올림픽 육상